# 焼き氷
焼き氷（やきごおり）は、明治時代の喫茶店で提供されていたとされる幻のメニューである。

## 概要
明治時代後期頃から、東京や大阪などで食べられるようになったとされる。ただし当時のレシピは残されておらず、文献にその名前などが記されている以外、材料・製法などは不明である。
長らくその存在を忘れられていたが、初代通天閣関連の写真集「大阪新名所新世界寫眞帖」に残されていた喫茶店「白雨亭」の看板に「焼氷」の文字があったことから、通天閣100周年記念として2012年に新世界の喫茶レストラン「グリルDEN・EN」にて「平成の焼氷」として提供が始まる。オーナーはかき氷に焦げた状態を表現するため、当時は珍しかったカラメルソースをかけたものだと推測した。
2013年10月開始のNHK連続テレビ小説『ごちそうさん』でも登場し、コーヒーシロップ、梅、メレンゲなどを使用したドラマオリジナルのレシピではあったが、注目を集めた。

## 作り方
以下は、「グリルDEN・EN」で提供されている「平成の焼氷」の製法である。最後に火をつけるのは現代の顧客のニーズに合わせるための判断による。
かき氷にカラメルソースをかけ、刻んだイチゴやパイナップルなどの果物をのせる。その上にアイスクリームをのせ、食べる直前に酒をかけて火をつける。